# 申花联城合并
申花联城合并，是发生于2007年2月，中国足球超级联赛开赛前的一次重大事件。上海申花足球俱乐部和上海联城足球俱乐部两家中超俱乐部，通过收购形式合并为上海申花一家，上海联城俱乐部从此不复存在。

## 概况
2007年初，足坛出现了上海联城拥有者著名商业家朱骏准备出资收购上海申花的消息。随后两家俱乐部发出合并公示，联城还正式向中超联赛委员会提出退出参加接下来的2007赛季比赛的申请，到2月10日中国足协和中超联赛委员会没有收到反对意见，正式批准双方合并。

## 人员
原申花的投资方被收购后，理所当然地退出了新俱乐部，而原上海联城的拥有者朱骏则成为新申花的主席。联城的主教练吉梅内斯成为新申花的主教练，原申花的主帅吴金贵最初被派送到海外进修，不过赛季后期最终接替了吉梅内斯的位置。

## 影响
由于两支俱乐部原来都是中超球队，双方阵容本来就相对完整，合并造成了新申花人员严重过剩，球队被外界戏称为“魔兽”。而很多原来两队的球员则因此陷入无球可踢的境地，而且由于已经错过了中国足球转会的期限，大多数并不能在该赛季转会。于是很多原本已经进入一线队的球员，又被重新放回预备队。赛季中期，申花还将一部分球员外借到了新加坡联赛辽宁广原。
2008年季前转会时，申花一口气挂牌了47名球员，为多年中国足球转会之最。最后其中有10多名球员找到了租借或者转会的目标，略为缓解了俱乐部人员过剩的情况。
俱乐部合并之后，朱骏选择将原来上海联城的参赛资格直接注销，而没有转让给据悉出价1200万的重庆力帆，成为中国足坛极少见的直接解散顶级俱乐部的事例。

## 与“中国足球反赌风暴”的牵连
2012年4月24日，前足管中心主任谢亚龙在辽宁丹东中院接受法庭审理，承认在2007年初，朱骏向其行贿22万元人民币，以获得上海申花足球俱乐部的经营权。